# Suhail Al Maktoum
Pour les articles homonymes, voir Al Maktoum (homonymie).
Suhail Khalifa Al-Maktoum est un pilote de rallyes émirati.

## Biographie
Sa carrière en sport automobile s'étale de l'ensemble des années 1990 à 2008, en évoluant tout à tour sur diverses marques nipponnes (Toyota, Mitsubishi, Subaru...)

## Palmarès

### Titres(entre autres..)
- Vice-champion du Moyen-Orient des rallyes (MERC), en 2006 sur Subaru Impreza WRX STi  (copilote son compatriote Wael Murjan); 
  - 3e du championnat du Moyent-Orient des rallyes, en 2005 sur Subaru Impreza WRX STi (copilote le libanais Ahmad Ghaziri);

### 2 victoires (MERC)
- Rallye de Dubai : 1990 et 1994.